# Picos Creswick
Los picos Creswick son un macizo montañoso de varios picos, de los cuales el más alto alcanza una altura 1.465 metros. Se encuentran al noreste de la punta Moore, entre los glaciares Naess y Meiklejohn, y 6 kilómetros tierra adentro desde el canal Jorge VI o Presidente Sarmiento, en la costa oeste de la península Antártica.

## Historia y toponimia
Fueron cartografiados en octubre de 1936 por la Expedición Británica a la Tierra de Graham (BGLE) al mando de John Rymill. Fueron nombrados por el Comité de Topónimos Antárticos del Reino Unido en 1954 en honor a Frances E. Creswick, asistente del director del Instituto Scott de Investigación Polar de la Universidad de Cambridge entre 1931 y 1938, quien ayudó a organizar la expedición de Rymill.

## Reclamaciones territoriales
Argentina incluye a los picos en el departamento Antártida Argentina dentro de la provincia de Tierra del Fuego, Antártida e Islas del Atlántico Sur; para Chile forma parte de la comuna Antártica de la provincia Antártica Chilena dentro de la Región de Magallanes y de la Antártica Chilena; y para el Reino Unido integra el Territorio Antártico Británico. Las tres reclamaciones están sujetas a las disposiciones del Tratado Antártico.
Nomenclatura de los países reclamantes: 
- Argentina: ¿?
- Chile: ¿?
- Reino Unido: Creswick Peaks[3]